# Zone de libre échange de l'ASEAN
La zone de libre-échange de l'ASEAN est un accord signé le 28 janvier 1992 à Singapour entre les pays membres de l'Association des nations de l'Asie du Sud-Est. Il est entré en vigueur en 2003.

## Pays signataires
Les pays ayant accepté de supprimer les barrières tarifaires (douanes) entre eux sont l'ensemble des pays de l'Association des nations de l'Asie du Sud-Est :
- Birmanie
- Brunei
- Cambodge
- Indonésie
- Laos
- Malaisie
- Philippines
- Singapour
- Viêt Nam
- Thaïlande